# Victoria Zdrok
Victoria Zdrok, född 3 mars 1973 i Kiev, Ukraina är en ukrainsk fotomodell, skådespelerska och leg. sexterapeut, bosatt i USA. Hon har en filosofie doktor i klinisk psykologi och var Playboys Playmate of the Month i oktober 1994.
Som barn lyssnade ofta Zdrok på amerikansk radio, och lärde sig på detta sätt engelska i hopp om att någon gång komma till Amerika. När Zdrok var 16 år gammal (1989) fick hon också som första ryska tonåring tillfälle att studera i USA som utbytesstudent med hjälp av ett stipendium.

## Äktenskapet med Alexander Zdrok
Som sjuttonåring sökte hon juridiska råd om hur hon skulle kunna behålla sitt studentvisum, detta ledde till kontakt med den i Philadelphia kände advokaten Alexander Zdrok, detta då han talade flytande ryska. Victoria och Alexander Zdrok gifte sig, för att hon på detta sätt skulle få permanent uppehållstillstånd. Vid giftermålet var Alexander Zdrok 37 år gammal.
1991 blev Alexander Zdrok utesluten ur högsta domstolen i Philadelphia på grund av urkundsförfalskning och bedrägeri, och han blev en gång arresterad och fängslad för misshandel av sin fru. Hon blev också flera gånger hotad av makens kontakter inom maffian. 1996 sökte Zdrok skilsmässa. För att få denna att gå igenom var hon tvungen att, med risk för sitt liv, skriva under ett avtal som gav exmaken 15% av alla hennes framtida intäkter inom film. 2001 stämde exmaken henne, då hon inte följt avtalet som hon ansåg var ogiltigt. Hon förlorade målet, överklagade och förlorade igen. För att avslutade det hela förlikades de 9 december 2003 med varandra, och Victoria betalade Alexander 50 000 USD.

## Familj
Zdrok hjälpte hela sin familj att immigrera till USA, två år efter Victoria kom hennes syster, som är filosofie doktor i arkeologi, och gör modelljobb under namnet Tatiana Zdrok. Victoria födde sitt första barn 2002, och har sagt att hon ska börja tillbringa mindre tid på modelljobbet och arbeta mer med sin profession, sexterapi.